# Pas de pitié pour les kidnappeurs
Pour plus de détails, voir Fiche technique et Distribution.
Pas de pitié pour les kidnappeurs (Show Them No Mercy!) est un film américain réalisé par George Marshall, sorti en 1935.

## Fiche technique
- Titre original : Show Them No Mercy!
- Titre français : Pas de pitié pour les kidnappeurs
- Réalisation : George Marshall
- Scénario : Henry Lehrman et Kubec Glasmon
- Photographie : Bert Glennon
- Montage : Jack Murray
- Société de production : 20th Century Fox
- Pays d'origine : États-Unis
- Format : Noir et blanc - 1,37:1
- Genre : policier
- Durée : 76 minutes
- Date de sortie : 1935

## Distribution
- Rochelle Hudson : Loretta Martin
- Cesar Romero : Tobey
- Bruce Cabot : Pitch
- Edward Norris : Joe Martin
- Edward Brophy : Buzz
- Warren Hymer : Gimp
- Herbert Rawlinson : Kurt Hansen
- Robert Gleckler (en) : Gus Hansen
- Charles C. Wilson : Clifford
- William B. Davidson : Chef Haggerty
- Frank Conroy : Reed